# Misima
Misima is een eiland in Papoea-Nieuw-Guinea. Het is 223 tot 259 km² groot en het hoogste punt, Mount Koia Tau, is 1036 meter.

## Beschrijving
Misima is een eiland van vulkanische oorsprong en ligt in de Louisiaden, een eilandengroep van de provincie Milne Bay. Het eiland is 40 km lang en 10 km breed. Misima is dicht bebost en bergachtig. De Mount Koia Tau is de hoogste piek van de Louisiadenarchipel.
Misima heeft ongeveer 5.000 inwoners en is het dichtstbevolkte eiland van deze archipel. De belangrijkste stad is Bwagaoia. Misima heeft een vliegveld, een school, een kleine markt, verschillende kleine winkels en een ziekenhuis.
Een goud- en zilvermijn werd in 1990 geopend, maar weer gesloten in 2004 wegens te grote belasting van het milieu en gevaren voor de volksgezondheid.

## Fauna van het eiland[1]
De volgende zoogdieren komen er voor:
- Wild zwijn (Sus scrofa) (geïntroduceerd)
- Polynesische rat (Rattus exulans) (geïntroduceerd)
- Phalanger intercastellanus
- Petaurus breviceps
- Melomys lutillus
- Rattus mordax
- Dobsonia pannietensis
- Nyctimene major
- Pteropus hypomelanus
- Syconycteris australis
- Aselliscus tricuspidatus
- Hipposideros calcaratus
- Hipposideros cervinus
- Hipposideros diadema
- Rhinolophus megaphyllus
- Kerivoula agnella
- Miniopterus australis
- Miniopterus macrocneme
- Miniopterus propitristis
- Miniopterus schreibersii
- Pipistrellus angulatus